# Józef González Huguet
José González Huguet (ur. 23 stycznia 1874 w Walencji, zm. 12 października 1936) – błogosławiony Kościoła katolickiego. 

## Życiorys
Podjął studia teologiczne w seminarium w Walencji, a także zdobył doktorat z teologii. 26 marca 1898 roku otrzymał święcenia kapłańskie. Później mianowano go proboszczem parafii w Cheste.
W dniu 19 marca 1936 roku, po zwycięstwie w wyborach Frontu Ludowego, otrzymał rozkaz opuszczenia parafii. Podczas wojny domowej w Hiszpanii trafił do więzienia, jednak go zwolniono. Potem został ponownie aresztowany i doprowadzony przed oblicze komisji, gdzie był okrutnie torturowany. 12 października 1936 roku został stracony przez rozstrzelanie. Miał 62 lata. Jego ciało zabrano na cmentarz w Ribarroja.
Beatyfikował go w grupie Józef Aparicio Sanz i 232 towarzyszy papież Jan Paweł II 11 marca 2001 roku.